# Léo Marion
Pour les articles homonymes, voir Marion.
Léo Edmond Marion (22 mars 1899 à Ottawa – 16 juillet 1979), C.C., M.B.E., Ph.D., D.Sc., LL.D., D.de l'U., D.C.L., F.R.C.S., F.R.S., est un chimiste et professeur canadien.
Il est président de la Société royale du Canada de 1964 à 1965. De 1965 à 1969 il est doyen de la faculté des sciences pures et appliquées de l'Université d'Ottawa.

## Honneurs
- 1948 - Prix Acfas Léo-Pariseau
- 1963 - Doctorat honoris causa de l'Université de la Colombie-Britannique
- 1965 - Doctorat honoris causa de l'Université Carleton
- 1967 -  Compagnon de l'Ordre du Canada
- 1968 - Doctorat honoris causa de l'Université de la Saskatchewan